# Karl Wallner (Ordenspriester)

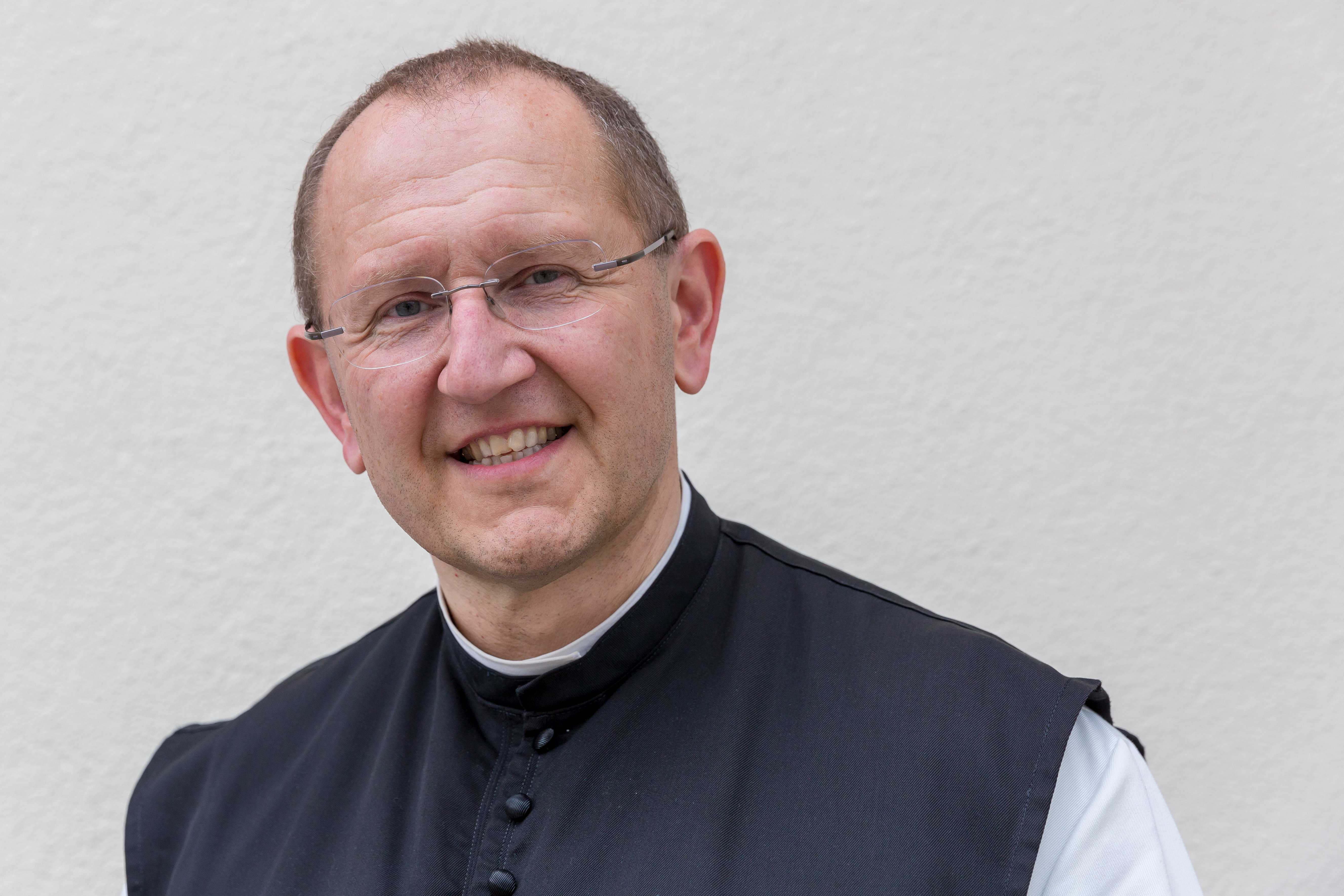
Pater Karl Wallner OCist (2016)

Karl Josef Wallner OCist (* 24. Februar 1963 in Wien als Josef Wallner) ist ein österreichischer Ordenspriester der Zisterzienser im Stift Heiligenkreuz. Er war Rektor der Philosophisch-Theologischen Hochschule Benedikt XVI. Heiligenkreuz in Niederösterreich. Wallner lehrt in Heiligenkreuz als Professor die Fächer Dogmatik und Sakramententheologie und wirkte als Jugendseelsorger und Verantwortlicher für die Öffentlichkeitsarbeit im Stift Heiligenkreuz. Seit 1. September 2016 ist er missio-Nationaldirektor für Österreich.

## Leben und Wirken

### Herkunft und Werdegang
Josef Wallner wurde als Sohn der Kaufleute Josef und Margarethe Wallner geboren und wuchs im niederösterreichischen Wampersdorf auf. 1982 trat Wallner in das Zisterzienser-Stift Heiligenkreuz bei Baden ein und erhielt den Ordensnamen Karl. Zwischen 1981 und 1985 studierte er an der Hochschule Heiligenkreuz, 1986 an der Universität Wien, wo er als Mag. theol. spondierte. 1988 wurde er zum Priester geweiht. Mit der Arbeit über die Trinitätskonzeption von Hans Urs von Balthasar in Abgrenzung zu Hegel wurde Wallner 1992 an der Universität Wien sub auspiciis praesidentis zum Dr. theol. promoviert.

### Klosterleben, Seelsorge und Öffentlichkeitsarbeit

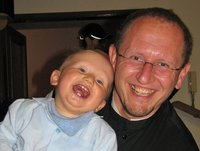
P. Karl Wallner mit einem Täufling, 2007

In der Zeit zwischen 1991 und 1998 war Karl Wallner im Auftrag seines Klosters als Pfarrer für die Pfarrgemeinde Sulz im Wienerwald zuständig. Zwischen 1993 und 1998 war er Dekanatsjugendseelsorger der Erzdiözese Wien, von 1999 bis 2016 Jugendseelsorger des Stiftes Heiligenkreuz und verantwortlich für die monatliche Abendgebetsveranstaltung Jugendvigil. Im gleichen Zeitraum war er für die Öffentlichkeitsarbeit des Stiftes Heiligenkreuz verantwortlich und baute die klösterlichen Webauftritte und die Adressverwaltung auf. Von 1999 bis 2011 war er außerdem Zeremoniar des Klosters. Ebenso war er von 1999 bis 2016 Mitglied der Familienkommission der Österreichischen Bischofskonferenz. 2007 organisierte er hauptverantwortlich den Besuch von Papst Benedikt XVI. in Heiligenkreuz. 2012 wurde er von Kardinal Schönborn als Firmspender in der Erzdiözese Wien beauftragt. Wallner ist seit 2001 gewähltes Mitglied des Priesterrates der Erzdiözese Wien und wurde seither regelmäßig wiedergewählt.

### Hochschulleiter
1999 übernahm er die Leitung der Hochschule Heiligenkreuz von seinem Mitbruder Augustinus Fenz, zunächst als Dekan. Bei deren Erhebung zur Hochschule päpstlichen Rechtes 2007 wurde er vom Heiligen Stuhl zum Gründungsrektor der „Philosophisch-Theologischen Hochschule Benedikt XVI. Heiligenkreuz“ ernannt. Er ist Professor für Dogmatik und Sakramententheologie.
Von 2012 bis 2015 war er als Rektor für den Ausbau der Hochschule zu einem modernen Hochschulcampus zuständig. Nach der Wiederwahl durch die Hochschulkonferenz wurde er am 6. Juni 2015 vom Heiligen Stuhl für eine vierte Amtszeit als Rektor bestellt. 2017 legte er das Amt des Rektors nieder, nachdem er im Vorjahr zum österreichischen Missio-Nationaldirektor ernannt worden war, um für seine neue Aufgabe freier zu sein. Nach der Annahme des Rücktritts durch den Heiligen Stuhl mit Wirkung zum 15. November 2017 bestellte ihn der Abt allerdings zum interimistischen Leiter der Hochschule, was er bis zur Amtsübernahme des neuen Rektors am 4. Februar 2019 blieb. Sein Nachfolger als Rektor der Philosophisch-Theologischen Hochschule Benedikt XVI. wurde Wolfgang Gottfried Buchmüller.

### Bekanntwerden in der Öffentlichkeit
Bekannt ist Pater Karl Wallner durch seine umfangreiche Vortragstätigkeit, darunter Katechesen und auch humoristische Darbietungen. Er veröffentlichte als Autor über 20 populäre Bücher zu Themen der Theologie und Spiritualität. Sein Buch Wer glaubt, wird selig (2009) schaffte es auf die Spiegel-Bestseller-Liste.
Einer breiteren Öffentlichkeit wurde er im Jahr 2008 durch die Pressearbeit im Zusammenhang mit der Gregorianik-CD Chant – Music for Paradise (über 1 Million verkaufte Exemplare) und vor allem den damit verbundenen Auftritt zusammen mit einem Mitbruder bei Thomas Gottschalk in der Fernsehsendung Wetten, dass ... bekannt. Diesen Auftritt beschrieb er später jedoch als wenig zufriedenstellend, er habe sich „in dieser Glitzer- und Pointenwelt sehr unwohl gefühlt“. 2009 nahm er für seine Mitbrüder den Echo-Klassik-Preis in der Sparte Bestseller entgegen. Im gleichen Jahr erhielt er den Niederösterreichischen Tourismuspreis in der Sparte Öffentlichkeitsarbeit. 2011 gründete er das „Mönchslabel“ Obsculta-Music und erreichte mit der 1. CD Chant – Amor et Passio Platin-Status.

### Vorschlag als Salzburger Erzbischof
Bei der Wahl des Nachfolgers von Alois Kothgasser als Erzbischof von Salzburg im Herbst 2013 wurde Wallner im „Dreiervorschlag“ des Vatikans genannt. Im Domkapitel fiel die Wahl jedoch auf Franz Lackner. Gegen Wallner hatte es laut Medienberichten aufgrund seiner theologisch konservativen Positionen in der Diözese Vorbehalte gegeben.

### Entrepreneur
Zusätzlich zu den klostereigenen Teilbetrieben Be&Be-Verlag, Obsculta-Music Label und Heiligenkreuzer Studio1133 war Wallner bis September 2017 Geschäftsführer der von ihm im Juni 2014 gegründeten Medien-GmbH Heiligenkreuz, eine 100-Prozent-Tochter der Zisterzienserabtei Stift Heiligenkreuz, die unter dem Label Klosterladen Heiligenkreuz verschiedene Aktivitäten bündelt. Im Jänner 2017 gründete Wallner die Missio Service GmbH mit Sitz in Wien, eine 100-Prozent-Tochter der Päpstlichen Missionswerke in Österreich, mit der über eine Gewerbeberechtigung im Lebensmitteleinzelhandel der Missio Shop betrieben wird. Karl Wallner ist derzeit Verlagsdirektor des Be&Be-Verlags.

### Missio-Nationaldirektor
2016 wurde Karl Wallner als Nachfolger von Leo Maasburg durch Papst Franziskus zum Nationaldirektor der Päpstlichen Missionswerke missio ernannt, einer der größten Spendenorganisationen in Österreich. Missio untersteht dem Dikasterium für die Evangelisierung und sammelt für kirchliche Projekte in den ärmsten Ländern der Welt. Mit der Übernahme dieser Funktion gab er alle bis dahin ausgeübten klösterlichen Ämter an andere Mitbrüder ab.

### Mission Manifest
Wallner war im März 2018 ein Mitherausgeber des „Mission Manifest“, mit dem evangelikal beeinflusste Theologen aus dem deutschsprachigen Raum zehn Thesen für eine selbstbewusstere und missionarischere Haltung der katholischen Kirche vorstellten.

### Hobbys und Sonstiges
Wallner hört privat am liebsten Musik aus dem englischsprachigen Raum, sein Liebligsinterpret ist Michael Jackson.
Wallner war von 2000 bis 2020 Sportwart des Klosters und betreute u. a. das „klösterliche Fitnesscenter“, wo er auch selbst Kraftsport betreibt. Die Einrichtung des Gyms geht auf eine Initiative von Florian Henckel von Donnersmarck zurück, der sich Anfang der 2000er Jahre zum Schreiben eines Drehbuchs im Kloster Heiligenkreuz aufhielt und körperlich betätigen wollte.
Die Figur des Karl Wallner in dem Oscar-prämierten Film Das Leben der Anderen benannte Henckel von Donnersmarck nach seinem im Kloster gewonnenen Freund Wallner.

## Auszeichnungen
- 1992: Ehrenring der Republik Österreich Sub Auspiciis Praesidentis
- 1998: Ehrenring der Gemeinde Wienerwald
- 2008: Päpstliches Ehrenkreuz Pro Ecclesia et Pontifice
- 2008: Niederösterreichischer Tourismuspreis für Öffentlichkeitsarbeit
- 2009: Leopold-Preis der Niederösterreichischen Nachrichten in der Kategorie Kultur
- 2009: Echo-Klassik-Preis, gemeinsam mit Kantor P. Simeon Wester, in Dresden für die CD Chant – Music for Paradise in der Kategorie „Bestseller 2008“
- 2014: Erzbischöflicher Konsistorialrat
- 2016: Waldhausener Friedensrose
- 2017: Silbernes Komturkreuz des Ehrenzeichens für Verdienste um das Bundesland Niederösterreich

## Veröffentlichungen (Auswahl)

### Bücher (Auswahl)
- Gott als Eschaton. Trinitarische Dramatik als Voraussetzung göttlicher Universalität bei Hans Urs von Balthasar. (= Philosophisch-Theologische Hochschule Heiligenkreuz: Heiligenkreuzer Studienreihe der Philosophisch-Theologischen Hochschule Heiligenkreuz, Bd. 7.) Verein der Heiligenkreuzer Hochschulfreunde, Heiligenkreuz 1992, ISBN 3-85105-006-1.
- Gerhard Ludwig Müller unter Mitarbeit von K. J. Wallner: Was bedeutet Maria uns Christen. Die Antwort des Konzils. Überlegungen zum Marienkapitel der Kirchenkonstitution des Zweiten Vatikanischen Konzils. Rosenkranz-Sühnekreuzzug um den Frieden der Welt, Wien 1994, ohne ISBN.
- Sinn und Glück im Glauben. Gedanken zur christlichen Spiritualität. Media-Maria-Verlag, Illertissen 2008, ISBN 978-3-9811452-1-2.
- Wer glaubt wird selig. Gedanken eines Mönches über das Glück sinnvoll zu leben. Bastei Lübbe, Köln 2009, ISBN 978-3-8387-0086-1.[4]
- Der Gesang der Mönche. Die Wiederentdeckung des heilsamen Gregorianischen Chorals aus Stift Heiligenkreuz. Irisiana, München 2009, ISBN 978-3-424-15037-7.
- Wie ist Gott? Die Antwort des christlichen Glaubens. Media-Maria-Verlag, Illertissen 2010, ISBN 978-3-9813003-4-5.
- mit Monika Schulz-Fieguth: Licht einer stillen Welt. Das Geheimnis klösterlichen Lebens. Gütersloher Verlagshaus, Gütersloh 2010, ISBN 978-3-579-07023-0.
- Beten ist einfach. Meditationen zum Rosenkranz. Benno, Leipzig 2010, ISBN 978-3-7462-2915-7.
- Die Eucharistie. Grundkurs Christentum. Benno, Leipzig 2010, ISBN 978-3-7462-2861-7.
- Die sieben Sakramente. Grundkurs Christentum. Benno, Leipzig 2010, ISBN 978-3-7462-2859-4.
- Sieben mal sieben Gedanken für Sinnsucher. Residenz, St. Pölten-Wien 2011, ISBN 978-3-7017-1577-0.
- Kirche tut gut. Frische Antworten auf die Fragen des Lebens. Benno, Leipzig 2012, ISBN 978-3-7462-3458-8.
- Die Eucharistie. Benno 2013, ISBN 978-3-7462-3684-1.
- Ein Stück vom Himmel. Ermutigungen für Christen. Benno, Leipzig 2013, ISBN 978-3-7462-3650-6.
- Sühne. Auf der Suche nach dem Sinn des Kreuzes. Media-Maria-Verlag, Illertissen 2015, ISBN 978-3-945401-13-2.
- Komm Heiliger Geist, wirke in uns. Ermutigungen für junge Menschen. Benno, Leipzig 2015, ISBN 978-3-7462-4351-1.[5]
- Die sieben Sakramente kurz & bündig. Benno-Verlag, Leipzig 2016, ISBN 978-3-7462-4628-4.
- Die Hochschule Heiligenkreuz stellt sich vor. Bildband. Be&B, Heiligenkreuz 2016, ISBN 978-3-903118-00-3.
- Gott bewahre uns … vor dummen Christen. Basics zu Hl. Messe, Firmung & Co. Ehe Familie Buch, Jeging 2017, ISBN 978-3-902336-06-4.

### Herausgeberschaft (Auswahl)
- Auditorium Spiritus Sancti. Festschrift zum 200-Jahr-Jubiläum der Philosophisch-Theologischen Hochschule Heiligenkreuz. Mit Bildanhang. Bernardus-Verlag, Langwaden 2004, ISBN 3-934551-98-X.
- mit Simeon Wester, Michael Krutzler (Hrsg.): Die Mystik des Gregorianischen Chorals. Beiträge des Studientages 2005 an der Phil.-Theol. Hochschule Heiligenkreuz. (= Konferenzschrift, 2005.) Bernardus-Verlag, Heimbach/Eifel-Aachen 2007, ISBN 3-8107-9273-X.
- Fünf-vor-Elf. Beiträge zur Theologie. (= Schriftenreihe des Instituts für Dogmatik und Fundamentaltheologie an der Phil.-Theol. Hochschule Benedikt XVI. Heiligenkreuz, Bd. 2.) Be&Be, Heiligenkreuz 2010, ISBN 978-3-902694-20-1.
- Zu dir erhebe ich meine Seele. Herzensgebete aus dem Kloster. Matthias Grünewald, Ostfildern 2011, ISBN 978-3-7867-2894-8.
- Unsere Mission ist die Liebe. Reportagen aus der Weltkirche. Be&Be, Heiligenkreuz 2017, ISBN 978-3-903118-27-0.
- Bernhard Meuser, Johannes Hartl, Karl Wallner (Hrsg.): Mission Manifest. Die Thesen für das Comeback der Kirche. Herder, Freiburg-Basel-Wien 2018, ISBN 978-3-451-38147-8.